# كارمين فيدال
كارمين فيدال هي سيدة أعمال جزائرية، ولدت في 28 يونيو 1915 في بلدية الرغاية في الجزائر، وتوفيت في 10 فبراير 2003 في ألكوي في إسبانيا.